# Resasti sviščevec
Resasti sviščevec (znanstveno ime Gentianella ciliata) je zelnata trajnica iz družine sviščevk.

## Opis
Rastlina zraste do 30 cm visoko in ima golo, običajno nerazraslo steblo. Pritlični listi so lopatičasti in topi, stebelni pa so suličasti in priostreni. Cvetovi so modre barve in imajo cevasto oblikovano čašo, ki je za polovico krajša od venčne cevi. Čašni zobci so ozki. 
Rastlina uspeva po suhih, pustih travnikih in gozdnih obronkih Evrope, kjer cveti od avgusta do oktobra.